# Theodor-Heuss-Platz
Theodor-Heuss-Platz (af lokale blot kaldet Theo) er en stor plads i Berlin, beliggende i området Westend i bydelen Charlottenburg-Wilmersdorf. 
Pladsen blev opført mellem 1904 og 1908 som prydplads og hed oprindelig Reichskanzlerplatz. I begyndelsen var området omkring pladsen ikke bebygget; udover U-Bahn-stationen, der blev indviet i 1908, rummede pladsen kun villaen Tanneck, opført i eventyrslotstil. Under Første Verdenskrig blev villaen omdannet til pigepensionat. I 1930'erne planlagde man at give pladsen navnet Mussoliniplatz, men det blev aldrig til noget. Pladsen fik i stedet navnet Adolf-Hitler-Platz. 
Netop Adolf Hitler havde store planer for pladsen. Under planlægningen af Welthauptstadt Germania var pladsen udset til at spille en vigtig rolle som vestende i øst-vest-aksen. På pladsen skulle der blandt andet opføres et monument over den italienske fascistiske diktator Mussolini, og pladsen skulle samtidig omdøbes til Mussoliniplatz. Planerne blev aldrig til noget, og i 1947 fik pladsen sit oprindelige navn, Reichskanzlerplatz, tilbage. Seks dage efter Vesttysklands første forbundspræsident Theodor Heuss' død blev pladsen 18. december 1963 omdøbt endnu engang til sit nuværende navn. 
Pladsen er i dag i direkte linje knyttet til Ernst-Reuter-Platz, Siegessäule, Brandenburger Tor og Unter den Linden. Aksen fortsetter i vestlig retning til Heerstraße.
På pladsen findes i dag blandt andet Haus des Rundfunks, der er hovedkvarter for den regionale radio- og tv-station Rundfunk Berlin-Brandenburg.
Siden 1955 har den evige flamme (Mahnmal gegen Flucht und Vertreibung) brændt på pladsen til minde om ofrene for flugt og fordrivelse. 